# Fushun (Zigong)

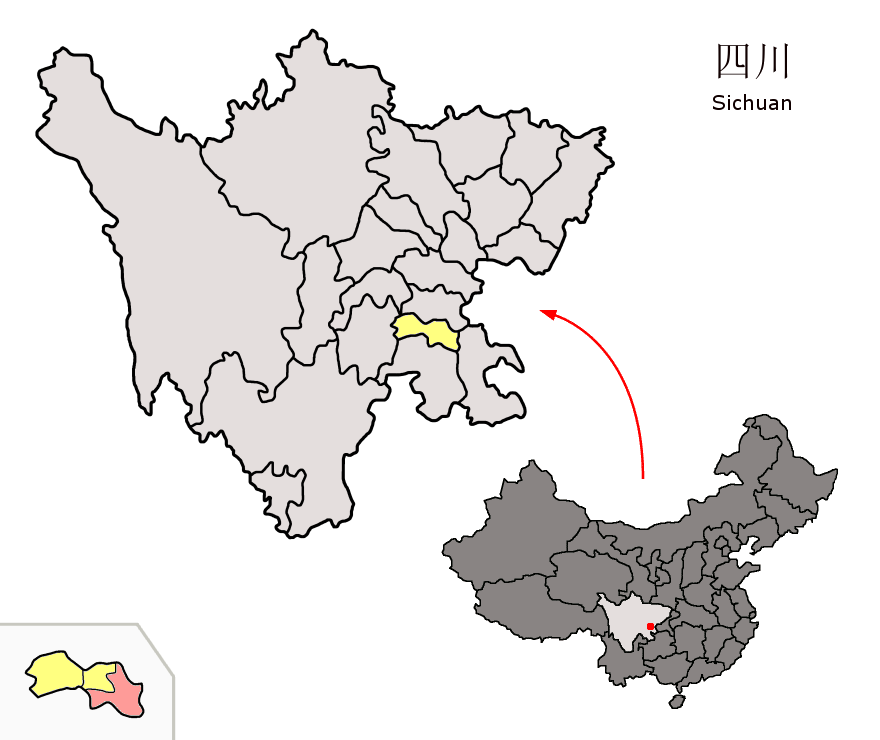
Lage des Kreises Fushun (rosa) in der bezirksfreien Stadt Zigong.

Fushun (chinesisch 富顺县, Pinyin Fùshùn Xiàn) ist ein Kreis der bezirksfreien Stadt Zigong in der chinesischen Provinz Sichuan. Er hat eine Fläche von 1.333,26 km² und zählt 722.073 Einwohner (Stand: Zensus 2020). Sein Hauptort ist die Großgemeinde Fushi (富世镇).
Der Konfuzianische Tempel in Fushun (富顺文庙, Fushun wenmiao) steht auf der Liste der Denkmäler der Volksrepublik China.

## Administrative Gliederung
Auf Gemeindeebene setzt sich der Kreis aus zweiundzwanzig Großgemeinden und vier Gemeinden zusammen. 

## Persönlichkeiten
- Wu Yanni (* 1997), Hürdenläuferin